# Feuchtgehölze, Mager- und Obstwiesen östlich Nemmenich
Koordinaten: 50° 41′ 21″ N, 6° 41′ 55″ O
Das Naturschutzgebiet Feuchtgehölze, Mager- und Obstwiesen östlich Nemmenich liegt auf dem Gebiet der Stadt Zülpich im Kreis Euskirchen in Nordrhein-Westfalen.
Das aus zwei Teilflächen bestehende Gebiet erstreckt sich östlich der Kernstadt Zülpich und östlich des Zülpicher Stadtteils Nemmenich zu beiden Seiten der B 56n. Nördlich des Gebietes verläuft die Landesstraße L 162, nordöstlich erstreckt sich das etwa 41,1 ha große Naturschutzgebiet Rotbach-Niederung.

## Bedeutung
Das etwa 11,6 ha große Gebiet wurde im Jahr 2008 unter der Schlüsselnummer EU-171 unter Naturschutz gestellt. Schutzziele sind der Schutz, der Erhalt und die Wiederherstellung von Feldgehölzen als wichtige Biotopverbundflächen mit Bruchwaldresten und kleinen Feuchtgebieten, sowie artenreichem Grünland mit Streuobstbestand.